# Return of the Jedi (videogioco 1984)
Return of the Jedi, presentato anche come Star Wars: Return of the Jedi, è un videogioco arcade sparatutto a scorrimento tratto dal film Il ritorno dello Jedi e pubblicato nel 1984 dalla Atari, mentre nel 1988-1989 la Domark pubblicò conversioni per gli home computer Amiga, Amstrad CPC, Atari ST, BBC Micro, Commodore 64 e ZX Spectrum. Nonostante il film sia il terzo della saga di Guerre stellari, questo è il secondo gioco per sala giochi prodotto dopo Star Wars, mentre The Empire Strikes Back tratto dal secondo film uscì l'anno successivo. Le conversioni per computer invece uscirono in genere nello stesso ordine dei film. Return of the Jedi è molto diverso dagli altri due titoli, simili tra loro e dotati invece di visuale in prima persona e grafica vettoriale.

## Modalità di gioco
Il giocatore pilota diversi mezzi di trasporto, con lo stesso tipo di controllo, attraverso tre sequenze tratte da scene del film di combattimenti sulla Luna boscosa di Endor e della battaglia finale nello spazio. La visuale è sempre isometrica, con scorrimento continuo in diagonale, inizialmente in direzione in alto a destra e nelle fasi successive anche in altre diagonali. In ogni caso il giocatore può muovere il veicolo in tutte le direzioni piane e sparare nella direzione di scorrimento, con munizioni illimitate. L'obiettivo è sempre raggiungere la fine del percorso evitando il fuoco nemico e gli ostacoli, che causano la perdita immediata di una vita.
La prima fase è un inseguimento con motospeeder su Endor impersonando la principessa Leila. Vanno evitati gli alberi e più avanti anche rocce cadenti. Ci sono soldati nemici che viaggiano con lo stesso mezzo nella stessa direzione, e si possono eliminare sparandogli alle spalle o urtandoli e spingendoli contro gli ostacoli o il bordo pista. Le trappole degli Ewok si possono attraversare purché si passi per primi, mentre scatteranno sull'eventuale inseguitore.
Nella seconda fase si guida uno Scout Walker bipede su Endor e lo scorrimento diventa verso in alto a sinistra (eccetto conversioni ZX Spectrum e BBC Micro). Si devono evitare cataste di tronchi e più avanti anche rocce cadenti. Si possono evitare o distruggere tronchi rotolanti e successivamente alcuni Walker nemici che arrivano frontalmente. Nella versione arcade, sulla cloche ci sono due pulsanti per i pollici che permettono di ruotare la testa del Walker (con gli altri mezzi i pulsanti sono equivalenti al grilletto per sparare). Periodicamente la scena si alterna con una nello spazio, dove si pilota il Millennium Falcon volando al di sopra di grandi incrociatori stellari e combattendo velivoli nemici e altre difese. Qui il Falcon è accompagnato da due caccia più piccoli ai lati, che sparano anch'essi, ma possono essere distrutti dal nemico; comunque si perde una vita solo se viene colpito il Falcon.
Nella terza fase si pilota il Millennium Falcon da solo all'interno della Morte Nera e lo scorrimento torna a essere in alto a destra. Bisogna evitare le tubazioni verticali e combattere i caccia nemici, che si possono anche spingere contro gli ostacoli, come nella prima fase. A livelli superiori appaiono anche trappole e postazioni di artiglieria. In fondo al percorso si deve colpire il reattore della Morte Nera, quindi fuggire facendo il percorso all'indietro, mentre si è inseguiti dalle fiamme dell'esplosione.
Le tre fasi si ripetono ciclicamente, a livelli sempre più difficili. A inizio partita si può scegliere fra tre livelli di difficoltà iniziale. Al livello più facile non è presente la seconda fase.